# Скоростной бомбардировщик

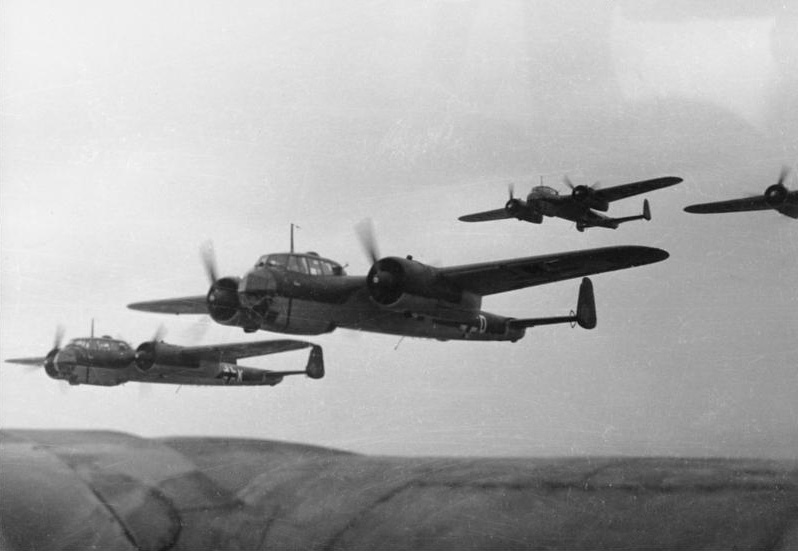
Звено более тяжелых и менее скоростных по сравнению с изначальным проектом Дорнье До-17Z, фотография около 1940 года

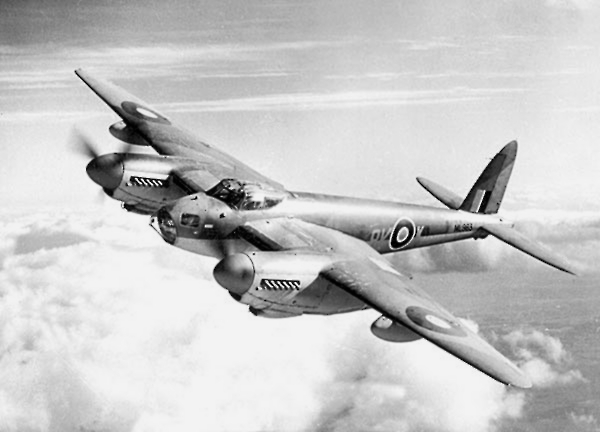
Британский «Москит» может считаться самым эффективным скоростным бомбардировщиком Второй мировой

Скоростной бомбардировщик, дословно с нем. Schnellbomber (позднее — Средний бомбардировщик), концепция самолетов 1930-х годов, предполагавшая, что обладающий достаточной скоростью бомбардировщик получает значительное преимущество перед противником.
Первым самолетом, построенным по этой концепции, стал Хейнкель Хе-70, вскоре заменённый на Дорнье До-17. Полеты До-17 в Швейцарии в 1937 показали значимость этой концепции, самолет установил несколько рекордов скорости. Однако, по опыту Гражданской войны в Испании, гружёные До-17 не обладали достаточной скоростью для исключения их перехвата.
В 1930-х темпы разработки бомбардировщиков даже временно обогнали темпы разработки истребителей, однако с появлением в конце десятилетия «Харрикейнов» и «Спитфайеров» их характеристик оказалось достаточно, чтобы не только догнать До-17, но и получить преимущество в пушечном вооружении. До-17 сняли с производства в 1940.
Попытки создания новых «Шнелльбомбардировщиков» в Германии продолжались, противопоставляя их огромным бомбардировщикам Королевских ВВС и ВВС США с сильным оборонительным вооружением. Это привело к созданию Юнкерса Ю-88, разработанного за 3 года до Второй мировой войны, Мессершмиттов Ме-410 «Шершень» и реактивного Арадо Ар-234 «Молния» (названного «быстрейшим бомбардировщиком» — «Schnellstbomber»). Также изначально проектировались для «Люфтваффе» по этой концепции скоростных самолетов Хейнкель Хе-219 и Дорнье До-335, но они сменили своё основное боевое назначение.
В июле 1939 года «Люфтваффе» предложило разработку высокоскоростного среднего бомбардировщика с увеличенной бомбовой нагрузкой («Бомбардировщик Б») для замены первых «Шнелльбомбардировщиков».
Проект остановился из-за отсутствия более мощных двигателей — 24-х цилиндровых многоблочных Юмо-222.
Британский «Москит» может считаться самым эффективным скоростным бомбардировщиком Второй мировой. Он сохранил скоростное преимущество на протяжении всей войны. Потери Москитов были самыми низкими среди других бомбардировщиков Королевских ВВС.
В СССР по этой концепции до 1941 года выпускался АНТ-40 (он же — «СБ»), в Японии опыт встречи с СБ постарались воспроизвести посредством разработки Ki-48.
Позднее заменена концепцией среднего бомбардировщика. Средние бомбардировщики:
- Handley Page Hampden
- Martin Baltimore
- North American B-25 Mitchell
- Martin B-26 Marauder